# Ajloun
Ajloun (în arabă عجلون, ‘Ajlūn), ortografiat și Ajlun, este capitala guvernoratului Ajloun, un oraș deluros situat în nordul Iordaniei, situat la 76 de kilometri (aproximativ 47 mile) nord-vest de Amman. Este cunoscut pentru ruinele sale impresionante din secolul al XII-lea și Castelul Ajloun.
Guvernoratul Ajlun are o populație de peste 176.080 de locuitori răspândiți în 27 de sate și orașe pe o suprafață de aproximativ 420 km². Populația este compusă în principal din următoarele triburi musulmane: Al-Gharaibeh, AlQudah, Al-Share, Al-Zghoul, Al-Momani, Al-Smadi, Al-Shwayyat, Al-Freihat, Al-Khatatbah, Alnawateer, Al-Karraz și altele. Muqattash, Haddad, Iwais, Eisouh și Rabadi sunt principalele triburi creștine din Ajloun. Deși creștinii sunt o minoritate în guvernoratul general, ei formează aproximativ jumătate din populația orașului Ajloun; majoritatea creștinilor locuiesc în orașul Ajloun împreună cu musulmanii din tribul Al-Smadi. Alte triburi sunt distribuite în celelalte districte ale guvernoratului. Guvernoratul Ajloun are patru locuri în parlamentul național, dintre care unul este dedicat pentru minoritatea creștină.

## Districtele Ajlounului metropolitan
Există cinci distrtcte în municipalitatea Greater Ajloun:

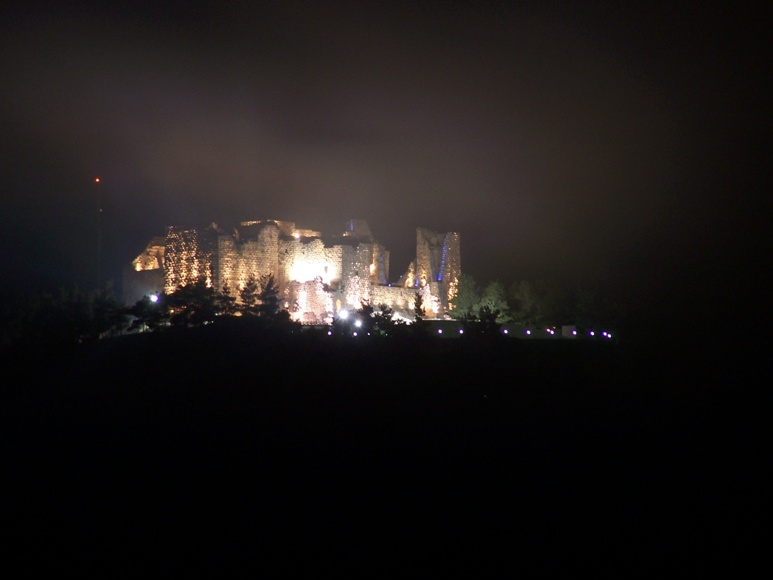
Castelul Ajlun noaptea

|   | District      |
| - | ------------- |
| 1 | Ajloun        |
| 2 | Ain Janna     |
| 3 | Anjara        |
| 4 | ِSakhra        |
| 5 | Rawabi        |
| 6 | Khet Al-Laban |
| 7 | Orjan         |
| 8 | Kufranjeh     |

## Istorie
În 1596, în timpul Imperiului Otoman, Ajloun a fost remarcat în recensământ ca fiind situat în nahiya din  Ajloun în liwa din Ajloun. Avea o populație de 313 gospodării musulmane și 20 de burlaci musulmani, pe lângă 20 de gospodării creștine. Aceștia au plătit impozite pe diverse produse agricole, inclusiv măslini, podgorii, pomi fructiferi, legume și livezi fructifere, „bayt al-mal wa mal ga'ib”, capre și stupi, pe lângă venituri ocazionale; o taxă de piață și o moară de apă; un total de 14.500 de aspri.
În 1838 locuitorii din Ajloun erau predominant musulmani sunniți și creștini greci.
Recensământul iordanian din 1961 a înregistrat 5.390 de locuitori în Ajloun, din care 2.023 erau creștini.

## Demografie
Conform recensământului național al Iordaniei din 2015, populația orașului Ajloun era de 9.990 de locuitori.  Pentru Guvernoratul Ajloun în ansamblu, populația era de aproximativ 176.080 de locuitori în 2015. Musulmanii reprezintă majoritatea populației Ajlounului. Ei trăiesc alături de populația creștină indigenă.
Guvernoratul Ajloun este majoritar agricol, după cum spune distribuția populației.

## Geografie
Există o teorie conform căreia numele orașului este legat de regele moabit Eglon menționat în Biblie, deși derivarea exactă este obscură.

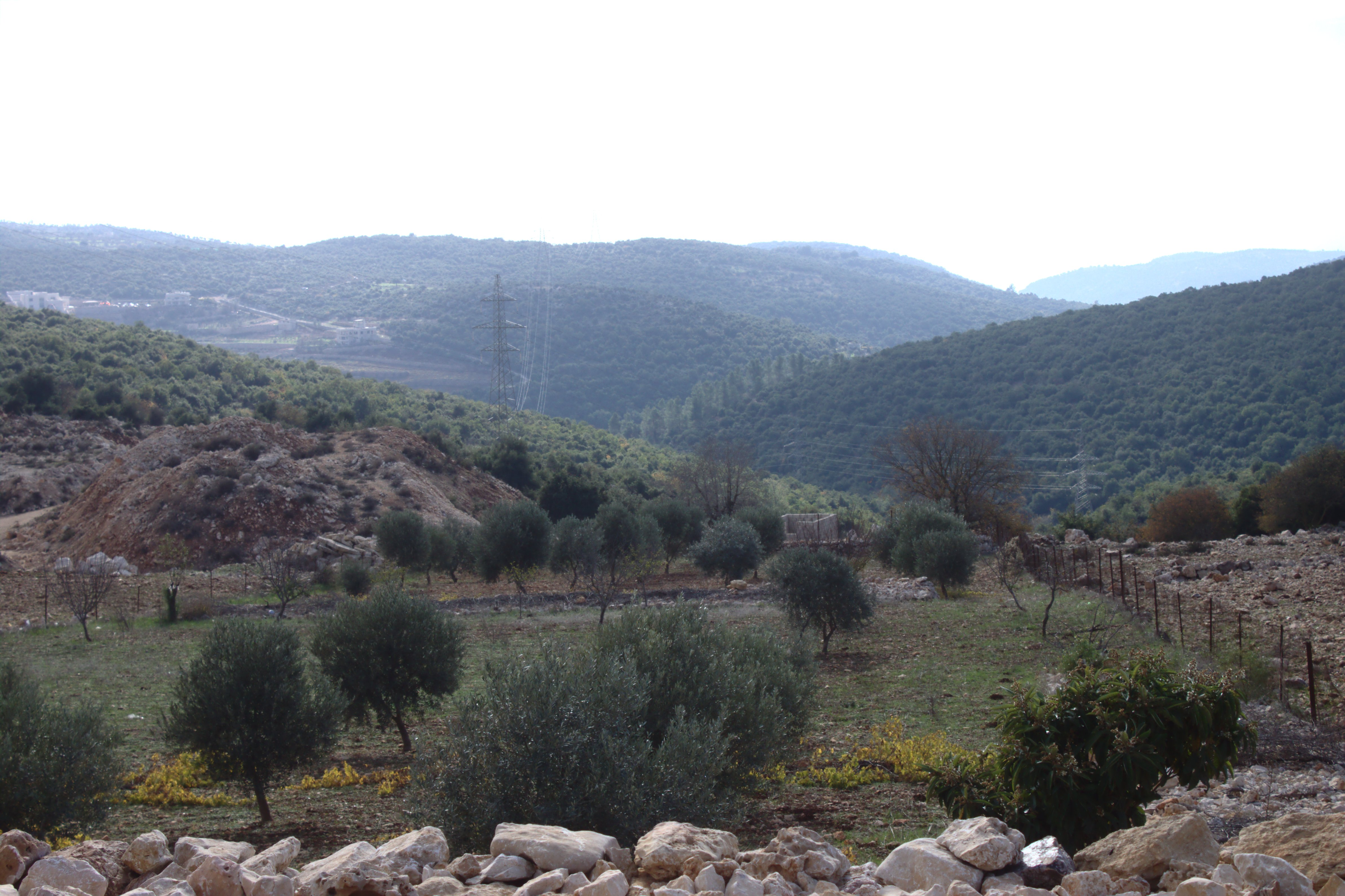
Mediul rural din Ajlon

Castelul Ajlun este situat pe locul unei vechi mănăstirii. A fost renovat ca fort în 1184 de către Izz al-Din Usama⁠(d), un general din armata lui Saladin. Castelul controla traficul de-a lungul drumului care leagă Damascul și Egiptul. Cetatea marchează cea mai îndepărtată limită a incursiunilor francilor în timpul cruciadelor. Mamelucii au adăugat un turn proeminent castelului. A fost capturat de mongolii în 1260⁠(<span title="Invaziile mongole din Siria#invazia din 1260|mongolii în 1260 la Wikidata">d) și a fost parțial distruși în acest proces. Mari pagube au fost făcute de cutremurul din Galileea din 1837⁠(d) și de cutremurul din Ierihon din 1927⁠(d).
Situat în centrul orașului Ajloun se află Marea Moschee Ajlun. Această moschee este una dintre cele mai vechi existente în Iordania și datează de aproximativ 800 de ani. Acest edificiu a fost anterior o biserică creștină bizantină; au existat rapoarte de scriere greacă în cele mai vechi secțiuni. Turnul de rugăciune este numit „filtrul” de către unii localnici (referindu-se la un filtru de țigări, deoarece jumătate din turn a fost construit peste un turn pătrat, cel mai probabil o clopotniță a Bisericii). În 2007 au început lucrările de îmbunătățire a moscheii pentru a permite turiștilor să o viziteze.  Există, de asemenea, rapoarte că, atunci când zidul de vest a căzut în afară după ploile abundente și zăpada căzută, în ianuarie 2013, o Biblie și cruci au fost găsite în secțiunea veche.
Tell Mar Elias este situat chiar în afara limitelor orașului. Acest sit conține mozaicuri bisericești bizantine care au fost descoperite în timpul lunilor de vară pentru turiști. Această locație pentru Sfântul Ilie (Mar Ilie) a fost un altar de secole - oamenii mergeau acolo și se plimbau în jurul altarului cântând cântece vechi pentru a vindeca o boală numită „Rigeh”.  Sunt cântece populare pe care le-au cântat pentru această vizită. 
În apropiere se află Rezervația forestieră Ajloun. Întreaga zonă are faima de a fi cea mai mare zonă împădurită din Orientul Mijlociu – totuși, zona a fost în mare parte defrișată de turci pentru a-și asigura combustibilul pentru calea ferată spre Mecca.

### Clima
Ajloun, are un climat mediteranean (Clasificarea climatică Köppen: Csa). Temperatura medie anuală este de 16,7 °C (62,1 °F), iar în jur de 467 mm (18,39 in) de precipitații cad anual.
| Date climatice pentru Ajloun | Date climatice pentru Ajloun | Date climatice pentru Ajloun | Date climatice pentru Ajloun | Date climatice pentru Ajloun | Date climatice pentru Ajloun | Date climatice pentru Ajloun | Date climatice pentru Ajloun | Date climatice pentru Ajloun | Date climatice pentru Ajloun | Date climatice pentru Ajloun | Date climatice pentru Ajloun | Date climatice pentru Ajloun | Date climatice pentru Ajloun |
| Luna                         | Ian                          | Feb                          | Mar                          | Apr                          | Mai                          | Iun                          | Iul                          | Aug                          | Sep                          | Oct                          | Nov                          | Dec                          | Anual                        |
| ---------------------------- | ---------------------------- | ---------------------------- | ---------------------------- | ---------------------------- | ---------------------------- | ---------------------------- | ---------------------------- | ---------------------------- | ---------------------------- | ---------------------------- | ---------------------------- | ---------------------------- | ---------------------------- |
| Maxima medie °C (°F)         | 11.6 (52,9)                  | 12.8 (55)                    | 15.5 (59,9)                  | 20.5 (68,9)                  | 25.8 (78,4)                  | 28.6 (83,5)                  | 29.8 (85,6)                  | 29.9 (85,8)                  | 28.5 (83,3)                  | 25.5 (77,9)                  | 19.9 (67,8)                  | 13.6 (56,5)                  | 21,83 (71,3)                 |
| Media zilnică °C (°F)        | 7.8 (46)                     | 8.7 (47,7)                   | 10.8 (51,4)                  | 15.0 (59)                    | 19.7 (67,5)                  | 22.6 (72,7)                  | 24.2 (75,6)                  | 24.5 (76,1)                  | 22.8 (73)                    | 19.9 (67,8)                  | 14.9 (58,8)                  | 9.8 (49,6)                   | 16,73 (62,11)                |
| Minima medie °C (°F)         | 4.1 (39,4)                   | 4.7 (40,5)                   | 6.2 (43,2)                   | 9.6 (49,3)                   | 13.7 (56,7)                  | 16.7 (62,1)                  | 18.6 (65,5)                  | 19.2 (66,6)                  | 17.1 (62,8)                  | 14.3 (57,7)                  | 9.9 (49,8)                   | 6.0 (42,8)                   | 11,68 (53,02)                |
| Precipitații mm (inches)     | 111 (4.37)                   | 102 (4.02)                   | 78 (3.07)                    | 23 (0.91)                    | 6 (0.24)                     | 0 (0)                        | 0 (0)                        | 0 (0)                        | 0 (0)                        | 10 (0.39)                    | 48 (1.89)                    | 89 (3.5)                     | 467 (18,39)                  |
| Sursă:                       |                              |                              |                              |                              |                              |                              |                              |                              |                              |                              |                              |                              |                              |

## Topografie
Munții Ajlun sunt renumiți pentru vegetația lor luxuriantă și pădurile verzi groase și un loc bun pentru drumeții. Cele mai înalte vârfuri muntoase ajung la aproximativ 1268 de metri deasupra nivelului mării și munții Ajloun primesc câteva furtuni de zăpadă în fiecare an, de obicei în sezonul de iarnă din decembrie până în martie. Este una dintre cele mai frumoase regiuni ale țării. Ajlun are o vreme mediteraneană ploioasă și ninsoare în sezonul de iarnă și o vreme plăcută în timpul verii.

## Repere
- Castelul Ajloun
- Tell Mar Elias
- Marea Moschee Ajloun
- Biserica Sfântului Duh Ajloun
- Altar pentru Al-Khadir (Sf. Gheorghe)
- Locul de naștere al profetului Ilie (la Listib) Arhivat în 14 septembrie 2012, la Wayback Machine.

## Galerie

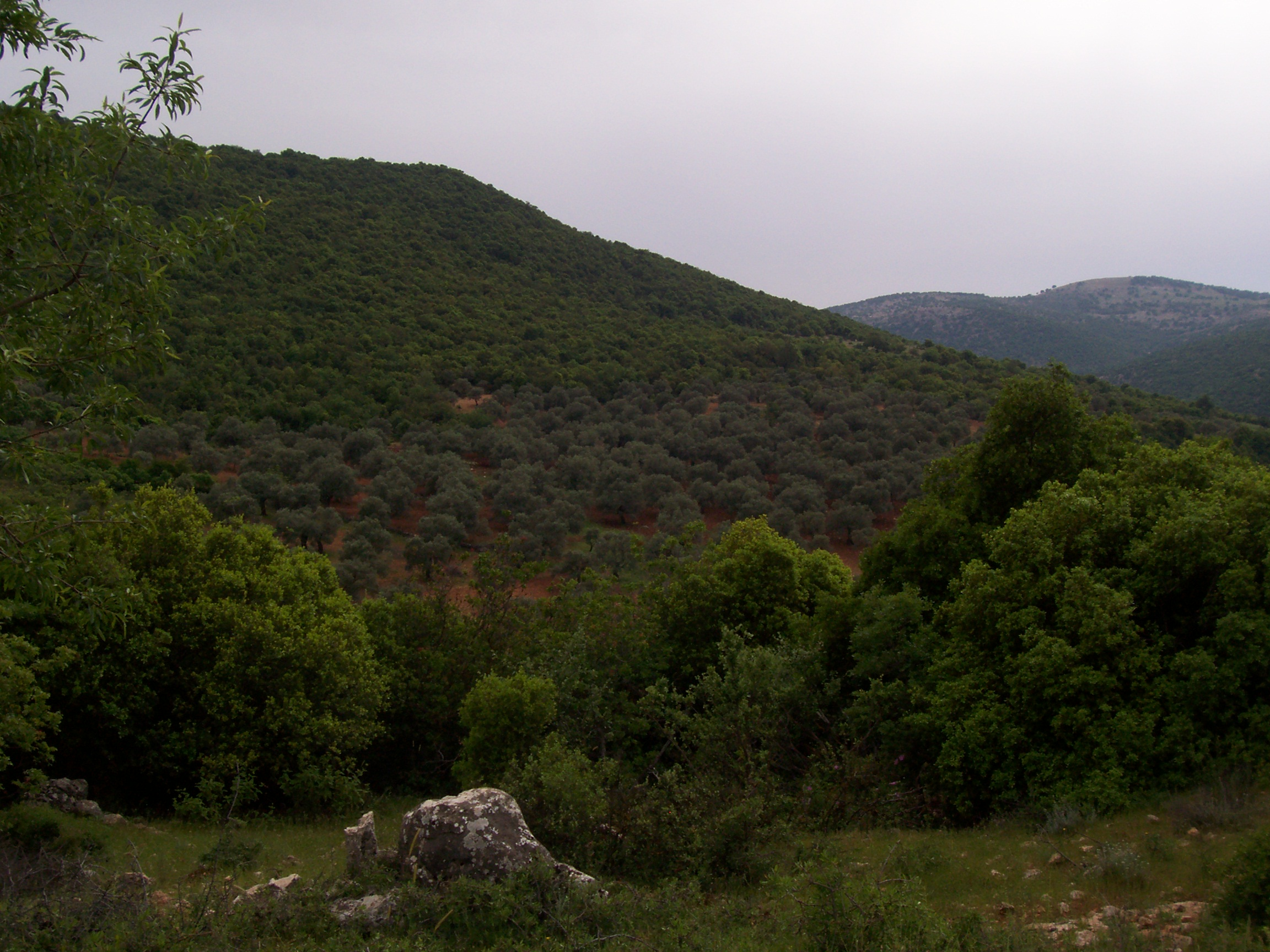
Munții Ajloun
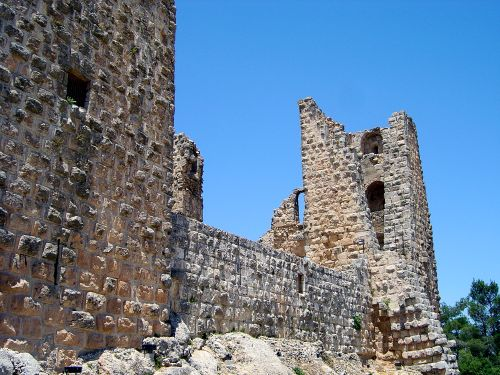
Castelul Ajloun
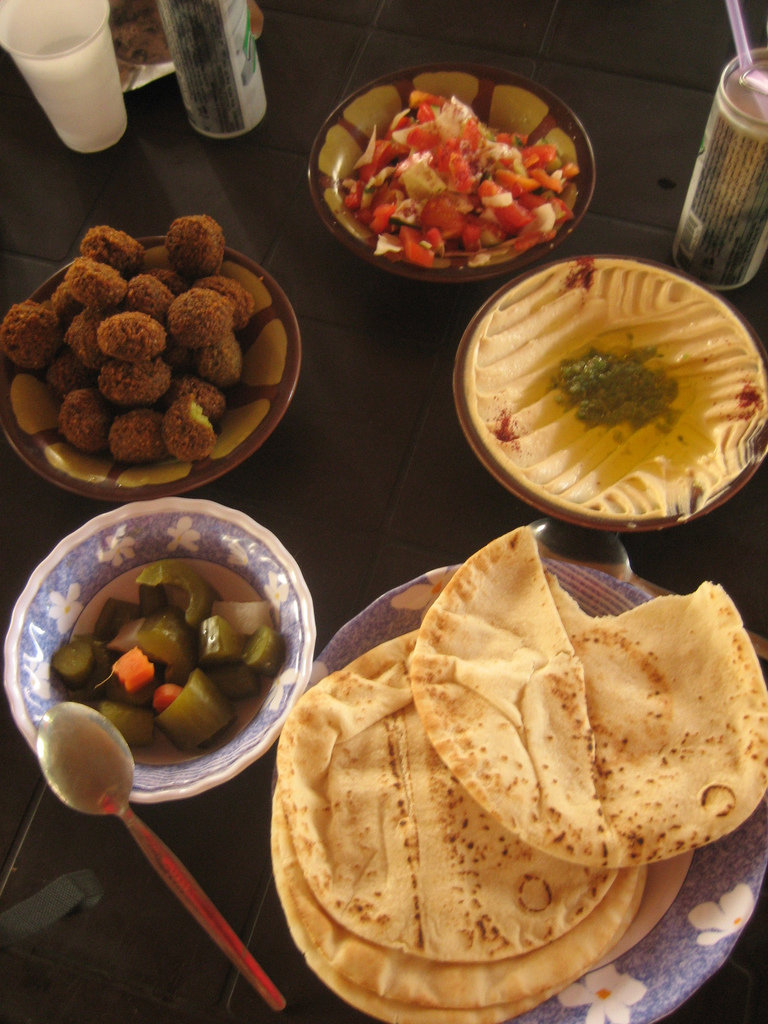
Mic dejun la Ajloun
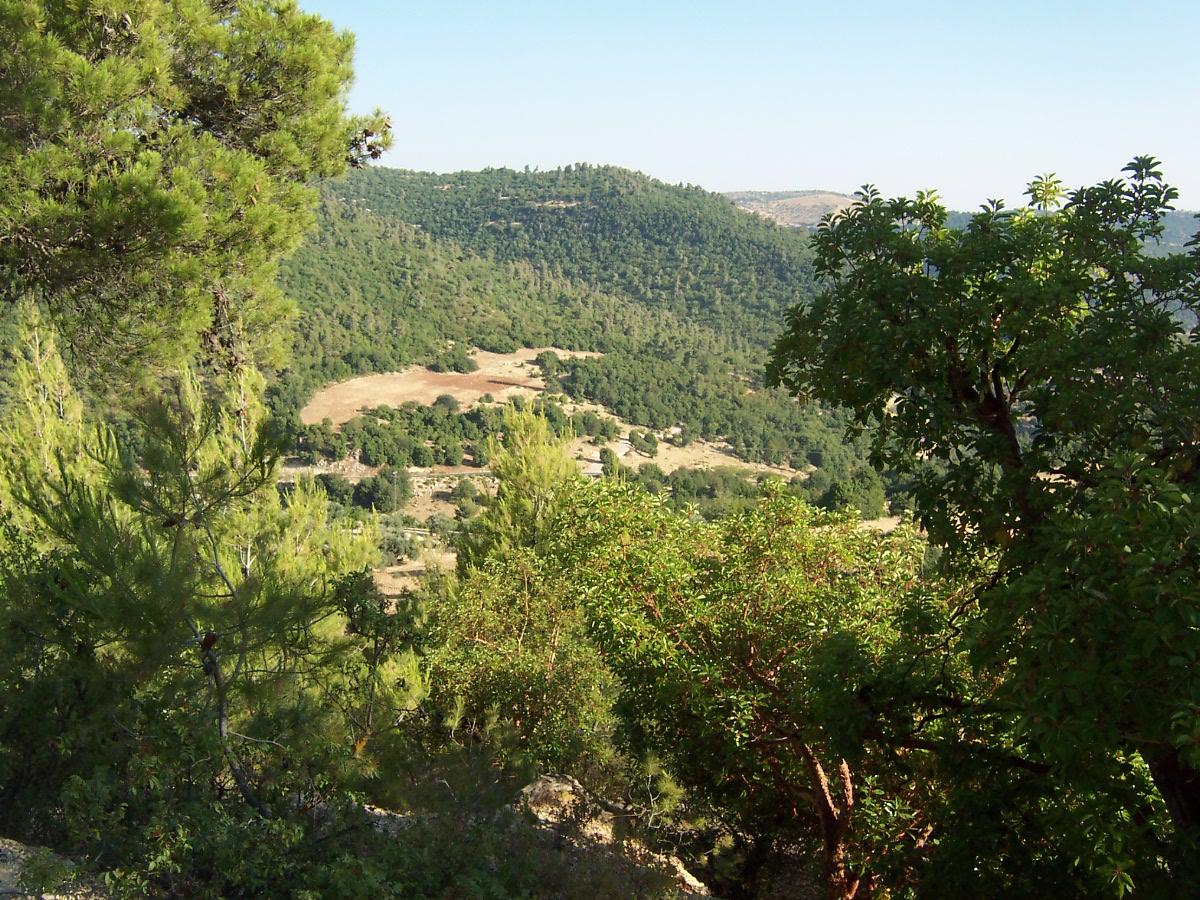
Pădurile înconjoară Ajloun
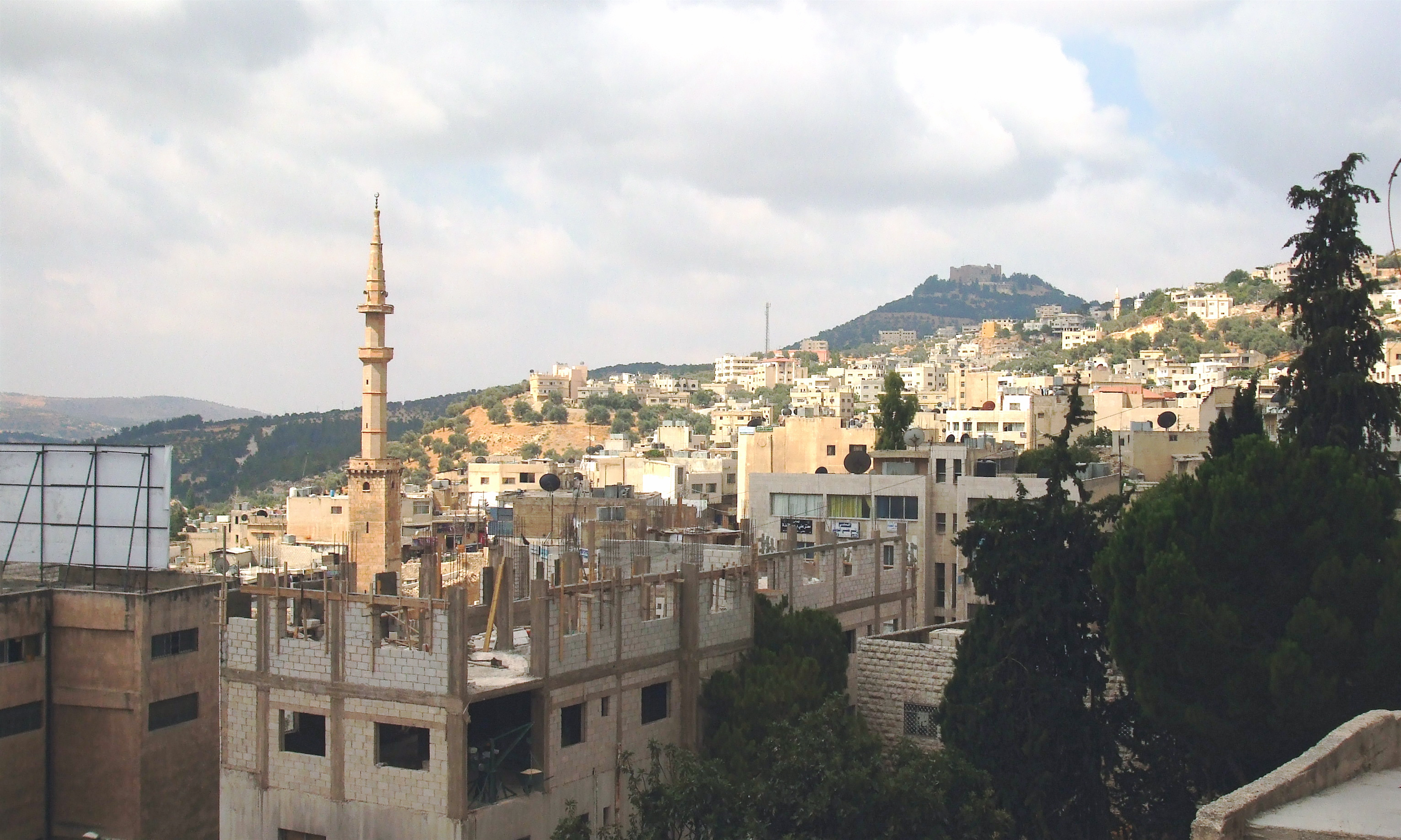
Centrul orasului Ajloun
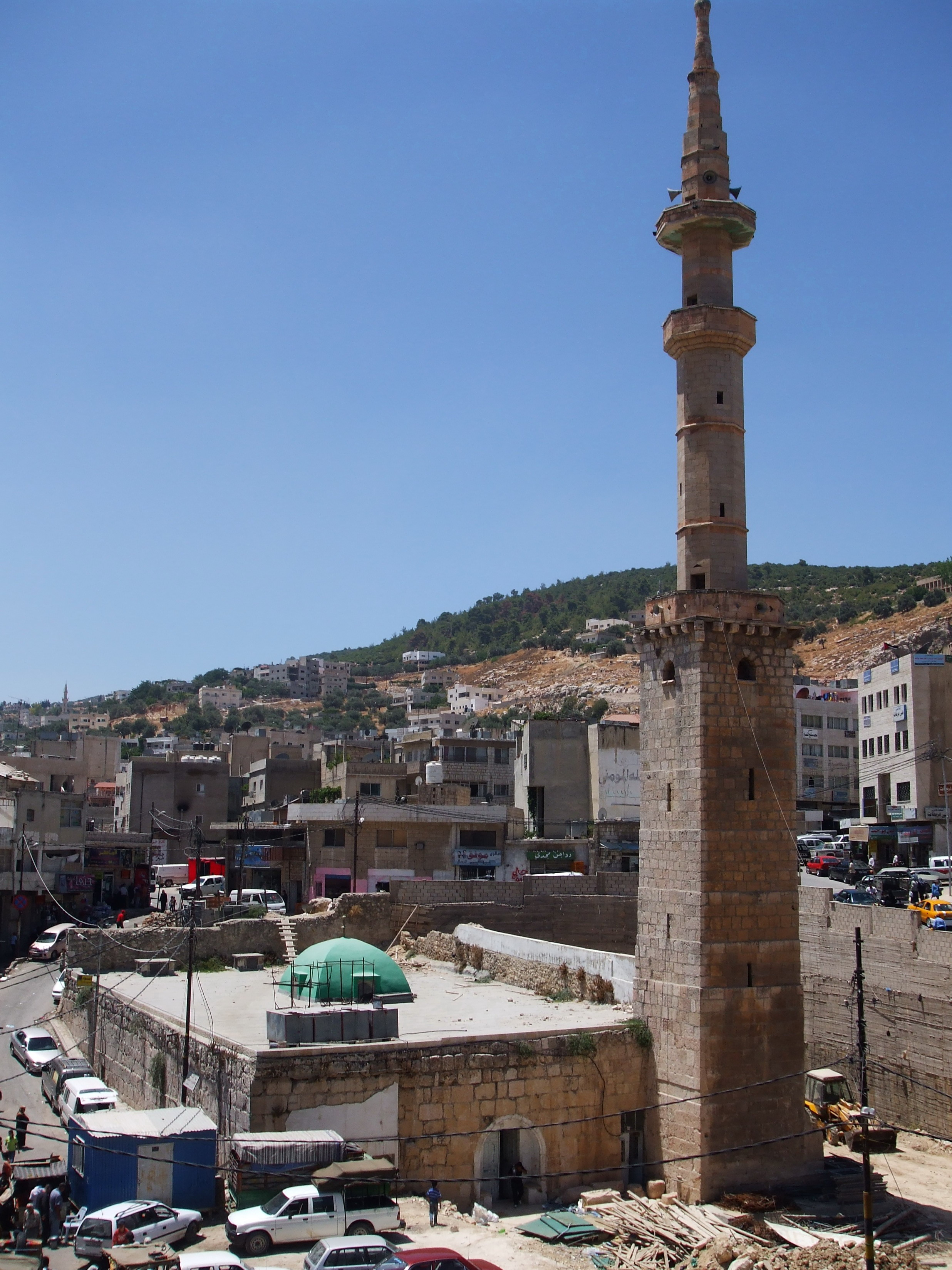
Marea Moschee Ajloun